# Meyrueis
Meyrueis là một xã trong vùng Occitanie, thuộc tỉnh Lozère, quận Florac, tổng Meyrueis. Tọa độ địa lý của xã là 44° 10' vĩ độ bắc, 03° 25' kinh độ đông. Meyrueis nằm trên độ cao trung bình là m mét trên mực nước biển, có điểm thấp nhất là 611 mét và điểm cao nhất là 1.562 mét. Xã có diện tích 104,68 km², dân số vào thời điểm 1999 là 851 người; mật độ dân số là 8 người/km².

## Thông tin nhân khẩu
| 1936  | 1946  | 1954  | 1962  | 1968  | 1975 | 1982 | 1990 | 1999 |
| ----- | ----- | ----- | ----- | ----- | ---- | ---- | ---- | ---- |
| 1 081 | 1 045 | 1 033 | 1 110 | 1 007 | 924  | 908  | 907  | 851  |